# Наннин
Нанин е град в провинция Гуанси, Централноюжен Китай. Административният метрополен район, който включва и града, е с население от 7 062 200 жители, а в градската част има 2 875 220 жители (2010 г.). Общата площ на административния метрополен район е 22 189 кв. км, а градската част е с площ от 6559 кв. км. Намира се в часова зона UTC+8. МПС кодът е 桂A. Средната годишна температура е около 22,5 градуса.